# 外高山站
外高山站（：／ Oegosan yeok */?）是位于韩国蔚山蔚州郡溫陽邑高山里的一个铁路车站，属于东海南部线。

## 历史
- 2010年9月30日，为迎接2010蔚山世界瓷器文化博览会而落成使用[1]。
- 2010年10月25日停止旅客營業。
- 2014年：拆除。

## 相鄰車站
韓國鐵道公社
東海南部線
南倉－外高山－德下